# Giorolamo Priuli
Giorolamo Priuli lub Girolamo, Gerolamo (ur. 1486 – zm. 4 listopada 1567) – doża Wenecji od 1 września 1559 do 4 listopada 1567.

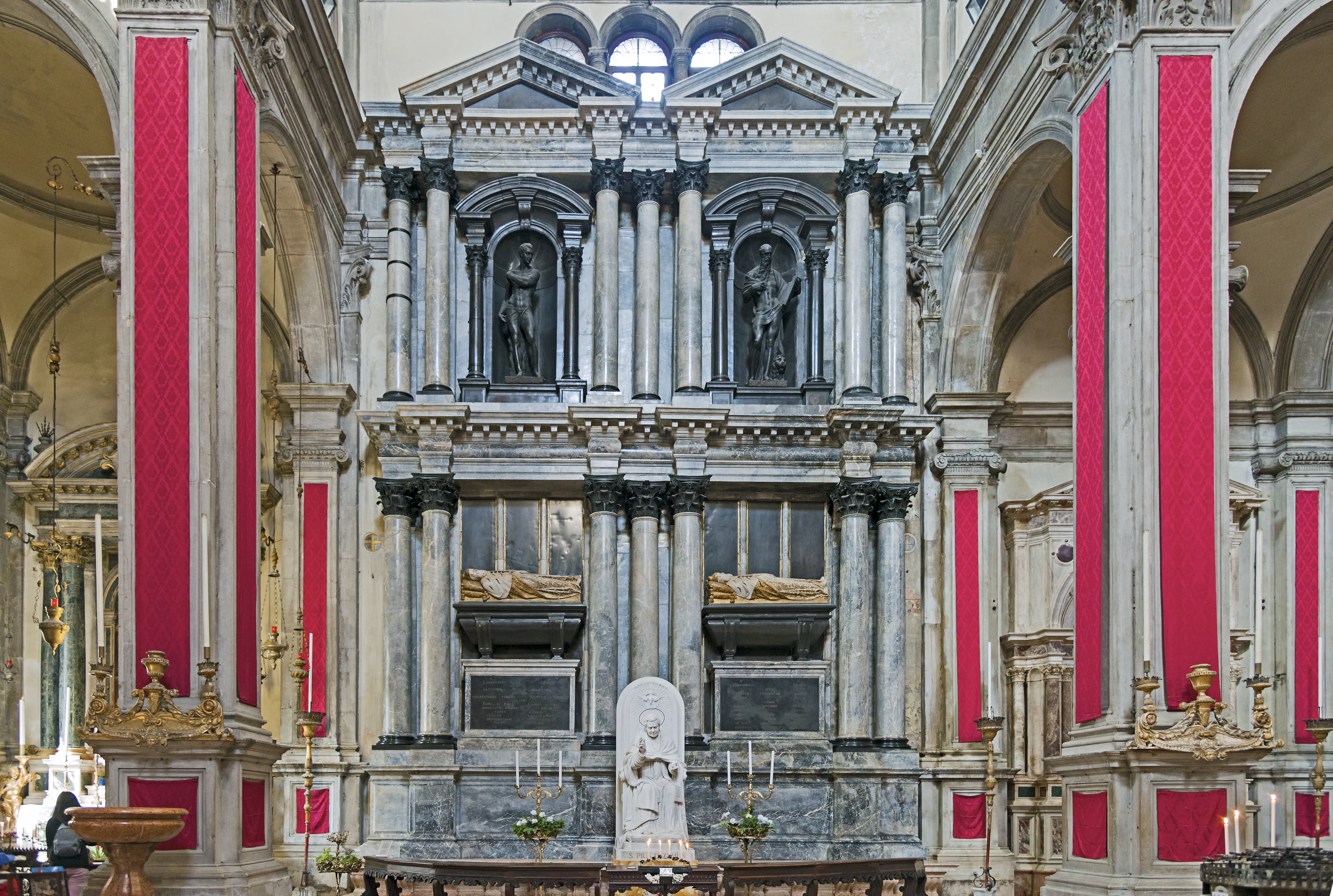